# Toben Sutherland
Toben Sutherland (ur. 25 grudnia 1975) – kanadyjski narciarz, specjalista narciarstwa dowolnego. Jego największym sukcesem jest srebrny medal w kombinacji wywalczony podczas mistrzostw świata w Iizunie. Nigdy nie startował na igrzyskach olimpijskich. Najlepsze wyniki w Pucharze Świata osiągnął w sezonie 1997/1998, kiedy to zajął 19. miejsce. W sezonie 1996/1997 wywalczył małą kryształową kulę w klasyfikacji kombinacji.
W 1999 r. zakończył karierę.

## Osiągnięcia

### Mistrzostwa świata
| Miejsce | Dzień     | Rok  | Miejscowość | Konkurencja      | Zwycięzca        |
| ------- | --------- | ---- | ----------- | ---------------- | ---------------- |
| 23.     | 17 lutego | 1995 | Clusaz      | Balet narciarski | Rune Kristiansen |
| 2.      | 6 lutego  | 1997 | Iizuna      | Kombinacja       | Darcy Downs      |
| 13.     | 7 lutego  | 1997 | Iizuna      | Balet narciarski | Fabrice Becker   |
| 10.     | 11 marca  | 1999 | Meiringen   | Balet narciarski | Ian Edmondson    |

#### Miejsca w klasyfikacji generalnej
- sezon 1995/1996: 43.
- sezon 1996/1997: 35.
- sezon 1997/1998: 19.

#### Miejsca na podium
1. Lake Placid – 13 stycznia 1997 (Kombinacja) – 1. miejsce
2. Breckenridge – 25 stycznia 1997 (Kombinacja) – 1. miejsce
3. Altenmarkt – 8 marca 1997 (Kombinacja) – 3. miejsce
4. Hundfjället – 14 marca 1997 (Kombinacja) – 1. miejsce
5. Hundfjället – 14 marca 1997 (Skoki akrobatyczne) – 2. miejsce